# ماریسا مل
ماریسا مل (انگلیسی: Marisa Mell؛ ‏ ۲۴ فوریهٔ ۱۹۳۹ – ۱۶ مهٔ ۱۹۹۲) بازیگر اهل اتریش بود.
از فیلم‌ها یا برنامه‌های تلویزیونی که وی در آن نقش داشته است، می‌توان به بن و چارلی، همسفر، تن‌های برهنه، دختر دبیرستانی با دوست پدرش کنار دریا، در جستجوی شمشیر سترگ، همسر شیطان و عشق من، وین اشاره کرد.